# NGC 5345
NGC 5345 é uma galáxia espiral (Sa) localizada na direcção da constelação de Virgo. Possui uma declinação de -01° 26' 09" e uma ascensão recta de 13 horas, 54 minutos e 14,1 segundos.
A galáxia NGC 5345 foi descoberta em 15 de Abril de 1787 por William Herschel.